# E. Mason Hopper
E. Mason Hopper (6 de diciembre de 1885 – 3 de enero de 1967) fue un director, guionista y actor cinematográfico de nacionalidad estadounidense, activo principalmente en la época del cine mudo. 

## Biografía
Nacido en Enosburgh, Vermont, Hopper dirigió 76 filmes entre 1911 y 1935, principalmente cortometrajes mudos. Diez de dichas cintas, en 1917 y 1918, fueron producidas por Triangle Film Corporation. 
Dos de sus películas más conocidas fueron Paris at Midnight (1926, con Lionel Barrymore y Mary Brian, y Their Own Desire (1929, film sonoro interpretado por Norma Shearer y Robert Montgomery).
Entre los actores a los que dirigió, además de los ya mencionados, figuran los siguientes: Gloria Swanson (Wife or Country en 1918), Richard Dix (Dangerous Curve Ahead en 1921), Helen Ferguson (Hungry Hearts en 1922), Marion Davies (Janice Meredith en 1924), Bebe Daniels (The Crowded Hour en 1925), Marie Prevost (Getting Gertie's Garter en 1927), Franklin Pangborn (A Blonde for a Night en 1928), Roland Young (Wise Girls en 1929), Gilbert Roland (No Living Witness en 1932), y C. Aubrey Smith (Curtain at Eight en 1933), entre otros.
Tras retirarse de la dirección, trabajó como ayudante de dirección en dos filmes en 1936 y 1938, y como actor en pequeños papeles en cuatro películas en 1943 y 1950 (la última de ellas Sunset Boulevard, de Billy Wilder.
E. Mason Hopper falleció en Los Ángeles, California, en 1967.

## Filmografía completa
Como director, salvo mención contraria o complementaria
| - 1911 : Mustang Pete's Love Affair - 1911 : Mr. Wise, Investigator (+ guionista) - 1912 : A Western Kimona (codirigido por Broncho Billy Anderson) - 1912 : The Love Test (codirigido por Herbert Brenon) - 1913 : Alkaki Ike in Jayville - 1913 : The Capture - 1914 : The Attic Above (+ guionista) - 1914 : Actor Finney's Finish - 1914 : Love and Soda (+ guionista) - 1915 : The Labyrinth - 1916 : The Birth of Character - 1916 : Tangled Skeins - 1916 : The Selfish Woman - 1916 : Gloriana (+ argumento) - 1916 : The Right Direction - 1917 : The Wax Model - 1917 : The Prison without Walls - 1917 : The Spirit of Romance - 1917 : As Men Love - 1917 : The Hidden Spring - 1917 : The Tar Heel Warrior - 1917 : The Firefly of Tough Luck - 1917 : The Renegates - 1918 : Without Honor - 1918 : Her American Husband - 1918 : The Answer - 1918 : The Love Brokers - 1918 : Boston Blackie's Little Pal - 1918 : Mystic Faces - 1918 : Unexpected Places - 1918 : Love's Pay Day - 1918 : Wife or Country - 1919 : Come again Smith - 1919 : As the Sun went Down - 1920 : Edgar and the Teacher's Pet - 1920 : The Adventures and Emotions of Edgar Pomeroy (codirigido por Paul Bern y Mason N. Litson) - 1920 : Edgar's Hamlet - 1920 : It's a Great Life - 1920 : Edgar camps Out - 1920 : Edgar's Little Saw - 1921 : Hold Your Horses | - 1921 : All's Fair in Love - 1921 : Dangerous Curve Ahead - 1921 : From the Ground Up - 1922 : The Glorious Fool - 1922 : Brothers under the Skin - 1922 : Hungry Hearts - 1923 : Daddy - 1923 : The Love Piker - 1924 : The Great White Way - 1924 : Janice Meredith - 1925 : The Crowded Hour - 1926 : Paris at Midnight - 1926 : Up in Mabel's Room - 1926 : Almost a Lady - 1927 : Getting Gertie's Garter - 1927 : Night Bride - 1927 : The Wise Wife - 1927 : My Friend from India - 1928 : A Blonde for a Night (codirigido por F. McGrew Willis) - 1928 : The Rush Hour - 1929 : The Carnation Kid (codirigido por Leslie Pearce) - 1929 : Square Shoulders - 1929 : Wise Girls - 1929 : Their Own Desire - 1930 : Temptation - 1932 : Shop Angel - 1932 : Alias Mary Smith - 1932 : Midnight Morals - 1932 : No Living Witness - 1932 : Her Mad Night - 1932 : Sister to Judas - 1933 : Malay Nights - 1933 : One Year Later - 1933 : Curtain at Eight - 1935 : Hong Kong Nights - 1936 : Camille, de George Cukor (ayudante de dirección) - 1938 : Of Human Hearts, de Clarence Brown (ayudante de dirección) - 1943 : Slighty Dangerous, de Wesley Ruggles (actor) - 1943 : The Man from Down Under, de Robert Z. Leonard (actor) - 1950 : Riding High, de Frank Capra (actor) - 1950 : Sunset Boulevard, de Billy Wilder (actor) |